# El Recreo, Juchique de Ferrer
El Recreo är en ort i Mexiko.   Den ligger i kommunen Juchique de Ferrer och delstaten Veracruz, i den sydöstra delen av landet, 260 km öster om huvudstaden Mexico City. El Recreo ligger 798 meter över havet och antalet invånare är 107.
Terrängen runt El Recreo är huvudsakligen kuperad, men västerut är den bergig. Runt El Recreo är det ganska tätbefolkat, med 75 invånare per kvadratkilometer. Närmaste större samhälle är Alto Lucero, 17,2 km sydväst om El Recreo. I omgivningarna runt El Recreo växer i huvudsak städsegrön lövskog.